# Floria Sigismondi

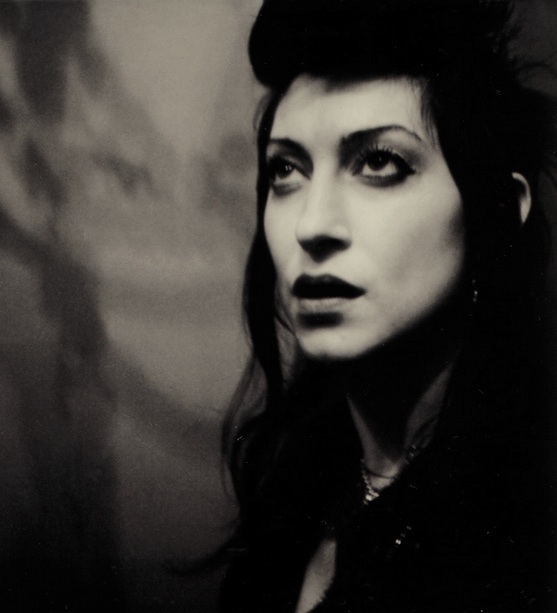
Floria Sigismondi (2011)

Floria Sigismondi (* 1965 in Pescara, Italien) ist eine italienisch-kanadische Fotografin und Regisseurin. Neben ihren Kunstausstellungen wurde sie auch als Regisseurin von Musikvideos für unter anderem Christina Aguilera, David Bowie, Sheryl Crow, The Cure, Björk, Marilyn Manson, Muse und P!nk bekannt.

## Leben
Sigismondis Eltern waren Opernsänger, ihre Familie zog nach Hamilton, Ontario in Kanada, als Floria Sigismondi zwei Jahre alt war. In ihrer Kindheit widmete sie sich dem Malen und dem Zeichnen.
Ab dem Jahr 1987 studierte sie Malerei und Illustration am Ontario College of Art. Als sie im Rahmen ihres Studiums an einem Fotografiekurs teilnahm, fand sie zu einer neuen Obsession, und absolvierte ihr Studium in Fotografie.
Sie begann ihre Karriere als Modefotografin. Die Produktionsfirma Revolver Films lud sie ein, Regie für Musikvideos zu führen, und so tat sie dies für eine Reihe von namhaften Sängerinnen und Sängern und Bands. Ihre sehr innovativen, aber auch sehr beängstigenden Videoarbeiten, in Szenerien, beschrieb sie einmal als „entropische Unterwelten, bewohnt von gequälten Seelen und allmächtigen Wesen“.
Ihre Fotografien und Skulpturen wurden in Einzelausstellungen in Hamilton und Toronto (Kanada), New York (USA), Brescia (Italien), Göteborg (Schweden), und London (England) ausgestellt.
In zahlreichen Gruppenausstellungen wurden ihre Fotografien gemeinsam mit denen von Fotografen wie Cindy Sherman und Joel-Peter Witkin gezeigt.
Sigismondi lebt in Toronto und New York.

## Filmografie
- 2006: Postmortem Bliss (Kurzfilm)
- 2010: The Runaways
- 2012: Leaning Towards Solace (Kurzfilm)
- 2014: Hemlock Grove (Fernsehserie, Folge 2x04)
- 2016: Marvel’s Daredevil (Fernsehserie, Folge 2x05)
- 2017: The Handmaid’s Tale – Der Report der Magd (The Handmaid’s Tale, Fernsehserie, 2 Folgen)
- 2017: American Gods (Fernsehserie, Folge 1x08)
- 2020: Die Besessenen (The Turning)

### Musikvideos (Auswahl)
- 1996: The Beautiful People, Marilyn Manson
- 1996: Tourniquet, Marilyn Manson
- 1996: Little Wonder, David Bowie
- 1997: Dead Man Walking, David Bowie
- 1997: Makes Me Wanna Die, Tricky
- 1997: Can You Trip Like I Do, Filter & The Crystal Method
- 1998: Most High, Robert Plant and Jimmy Page
- 1998: Can’t Get Loose, Barry Adamson
- 1999: Get Up, Amel Larrieux
- 2000: I Have Seen It All (interaktive Version), Björk
- 2000: 4 Ton Mantis, Amon Tobin
- 2001: In My Secret Life, Leonard Cohen
- 2002: Black Amour, Barry Adamson
- 2002: She Said, Jon Spencer Blues Explosion
- 2002: John, 2/14, Shivaree
- 2003: Untitled, Sigur Rós
- 2003: Obstacle 1, Interpol
- 2003: Anything, Martina Topley-Bird
- 2003: Bombs Below, Living Things
- 2003: Fighter, Christina Aguilera
- 2003: Megalomaniac, Incubus
- 2004: Talk Shows on Mute, Incubus
- 2004: The End of The World, The Cure
- 2005: Blue Orchid, The White Stripes
- 2005: O’ Sailor, Fiona Apple
- 2006: Supermassive Black Hole, Muse
- 2006: Hurt, Christina Aguilera
- 2006: Broken Boy Soldier, The Raconteurs
- 2011: E.T., Katy Perry
- 2012: Try, P!nk
- 2013: The Stars (Are Out Tonight), David Bowie
- 2013: Mirrors, Justin Timberlake
- 2013: The Next Day, David Bowie
- 2016: Sledgehammer, Rihanna
- 2019: Swan Song, Dua Lipa
- 2022: Unholy, Sam Smith

## Preise (Auswahl)
- 1997: MTV Music Video Awards, USA – Nominierung zu Best Rock Video: Beautiful People (Marilyn Manson)
- 1998: British Music Video Awards, U.K. – Nominierung zu Best Video: Little Wonder (David Bowie)
- 1999: German Kodak Photobook Award, für ihr Buch Redemption
- 2003: Advertising and Design Awards, Toronto, Kanada – Special Merit Award for Music Video, für Fighter (Christina Aguilera)
- 2003: New York Underground Film Festival – Audio/Visual Award, für () (Sigur Rós)
- 2003: MTV European Awards – Best International Video Award, für () (Sigur Rós)
- 2004: Juno Awards, Kanada – Best Music Video, für Fighter (Christina Aguilera)